# Segunda División Profesional de Chile 2015-16
El Torneo de Segunda División Profesional 2015-16 fue la 5.ª edición de este torneo, la cual se disputará con 13 equipos participantes. Clasificaron a esta edición los clubes de Colchagua C.D. y Deportes Santa Cruz, quienes obtuvieron el cupo de ascenso, en el torneo de Tercera División A 2014 y fueron aceptados en el consejo de presidentes de la ANFP. 
Por su parte, Lota Schwager descendió por primera vez en su historia a esta división, tras quedar en la última posición de la Primera B 2014-15. También por primera vez, descendió un cuadro desde la Segunda División Profesional, ya que en las temporadas pasadas por diversos motivos esto no pasaba. Fue el club Deportivo Maipo Quilicura, quien quedó en la última colocación y decidió abandonar la competencia para este año, previendo llegar nuevamente a la Tercera División B para el año 2016.
En esta edición, se coronó campeón el equipo de Deportes Valdivia, que logró regresar a la Primera B, tras 26 años de ausencia.

## Ascensos y descensos
| Pos. | Descendido a la Segunda División 2015-16 |
| ---- | ---------------------------------------- |
| 14º  | Lota Schwager                            |

| Pos. | Ascendidos a la Primera División B 2015-16 |
| ---- | ------------------------------------------ |
| 1º   | Deportes Puerto Montt (Campeón Anual)      |

| Pos. | Descendidos               |
| ---- | ------------------------- |
| 12º  | Deportivo Maipo Quilicura |

| Pos. | Ascendidos a la Segunda División 2015-16 |
| ---- | ---------------------------------------- |
| 1°   | Colchagua CD (Campeón)                   |
| 2°   | Deportes Santa Cruz (Subcampeón)         |

## Aspectos generales

### Sistema de campeonato
Se jugarán 26 fechas divididas en 2 ruedas, a disputarse bajo el sistema conocido como todos contra todos. En este torneo, se observará el sistema de puntos, de acuerdo a la reglamentación de la Internacional F.A. Board, asignándose tres puntos, al equipo que resulte ganador; un punto, a cada uno en caso de empate; y cero punto al perdedor.
El orden de clasificación de los equipos, se determinará en una tabla de cómputo general, de la siguiente manera:
a) Mayor cantidad de puntos obtenidos; en caso de igualdad;

b) Mayor diferencia entre los goles marcados y recibidos; en caso de igualdad;

c) Mayor cantidad de partidos ganados; en caso de igualdad;

d) Mayor cantidad de goles convertidos; en caso de igualdad;

e) Mayor cantidad de goles de visita marcados; en caso de igualdad;

f) Menor cantidad de tarjetas rojas recibidas; en caso de igualdad;

g) Menor cantidad de tarjetas amarillas recibidas; en caso de igualdad;

h) Sorteo.

### Modalidad
Este torneo, no mantendrá el formato del campeonato anterior, con la inclusión de 2 equipos más, se disputará en una primera fase nacional y una segunda fase dividida por liguillas de ascenso y descenso, según el orden al término de la primera rueda.

#### Primera fase
- Serán los 13 equipos participantes, en un formato todos contra todos a 12 fechas, quedando un equipo libre en cada una por rueda. Se disputará a ida y vuelta en dos rondas, comenzando el 15 de agosto del presente año. Quiénes terminen de la 1° a la 6° posición, al término de esta fase, (cabe recordar que será solamente fase nacional, por lo que ya no se conformará zonas geográficas) avanzarán a la Segunda Fase y deberán disputar la Liguilla por el Ascenso. Mientras los que resulten en la 7° a 13° posición, al término de esta fase, deberán jugar la Liguilla del Descenso.

#### Segunda fase
- Esta fase se dividirá en dos grupos, que serán ordenados dependiendo de su posición en la Primera Ronda, del 1° al 6° lugar como se mencionó anteriormente clasificarán a la Liguilla de Ascenso, la cual constará de partidos ida y vuelta en formato "todos contra todos" a 10 fechas.

- Los equipos que terminen de la 7° a 13° posición disputarán la Liguilla de Descenso, en el mismo formato ida y vuelta, "todos contra todos" a 12 fechas (1 equipo libre por semana).

- Recordar que para esta ronda, los equipos mantendrán los puntos obtenidos en la Primera Fase.

### Ascenso y Descenso
El Equipo que al final de la Liguilla del Ascenso, termine en la 1° posición de la Tabla General Acumulada, entre las dos rondas del torneo, se coronará Campeón y ascenderá a la Primera B 2016-17. Mientras los 3 equipos, que terminen en los últimos 3 lugares de la Liguilla del Descenso, descenderán a la Tercera División A 2016.

## Árbitros
Esta es la lista de árbitros, del torneo de la Segunda División Profesional, edición 2015-2016. En la tabla, se muestran los nombres de cada árbitro, que dirigirán en el Campeonato Nacional. Los árbitros Gustavo Ahumada, Marco Echeverría, Felipe Jara, Juan Lara, Benjamín Saravia y Jonathan Silva (todos procedentes del Fútbol Joven de Quilín), son los nuevos árbitros de la categoría y no solo reemplazarán a Marcelo Jeria, Nicolás Gamboa y Omar Oporto, que pasaron a arbitrar a la Primera B; sino que también, se unirán a los árbitros que se mantienen del torneo pasado. Los árbitros de la Primera División, arbitrarán en la parte final de la primera y segunda rueda y en las Liguillas de Ascenso y Descenso de este torneo, siempre y cuando no sean designados, para arbitrar en una fecha del campeonato de la categoría mencionada.
| Árbitros          |
| Julio Abdala      |
| Gustavo Ahumada   |
| Fabián Aracena    |
| Jorge Arancibia   |
| Héctor Arcos      |
| Cristián Droguett |
| Marco Echeverría  |
| David Figueroa    |
| Felipe Jara       |
| Juan Lara         |
| Manuel Marín      |
| Marcelo Sáez      |
| Benjamín Saravia  |
| Jonathan Silva    |

## Equipos participantes Torneo 2015-16
| Equipos participantes |                 |                       |                                  |           |                       |                        |
| Equipo | Entrenador      | Ciudad                | Estadio                          | Capacidad | Marca                 | Patrocinador Principal |
| Colchagua CD | Raúl González   | San Fernando          | Municipal Jorge Silva Valenzuela | 5.000     | Training Professional | Greenvic S.A.          |
| Deportes Pintana | Christian Muñoz | Santiago (La Pintana) | Municipal de La Pintana          | 6.000     | Dalponte              |                        |
| Deportes Linares | Jaime Nova      | Linares               | Municipal de Linares             | 7.000     | Estampados Tomax      | Buses Los Libertadores |
| Deportes Melipilla | Carlos Encinas  | Santiago (Melipilla)  | Roberto Bravo Santibáñez         | 5.000     | Training Professional | Ariztia                |
| Deportes Ovalle | Danilo Chacón   | Ovalle                | Municipal de Punitaqui           | 829       | Training Professional | Besalco                |
| Deportes Santa Cruz | Gustavo Huerta  | Santa Cruz            | Municipal Joaquín Muñoz García   | 5.000     | Dalponte              | Multihogar             |
| Deportes Valdivia | Hugo Balladares | Valdivia              | Parque Municipal                 | 5.397     | Training Professional | Nazca Ventures         |
| Lota Schwager | Víctor González | Coronel               | Bernardino Luna                  | 1.500     | Training Professional | IST                    |
| Malleco Unido | Iván Endre      | Angol                 | Alberto Larraguibel Morales      | 4.000     | Dalponte              | Hidroangol             |
| Municipal Mejillones | Jaime Carreño   | Mejillones            | Municipal de Mejillones          | 4.000     | Dalponte              | Minera Escondida       |
| Naval | Oscar Correa    | Talcahuano            | El Morro                         | 5.000     | Rowsport              | Cerverceria Valtor     |
| San Antonio Unido | Jorge Garcés    | San Antonio           | Doctor Olegario Henríquez        | 2.024     | Marca propia          | STI                    |
| Trasandino | Sergio Vargas   | Los Andes             | Regional de Los Andes            | 2.800     | Training Professional | Steel Ingeniería       |
| - Deportes Linares bajó la capacidad de su estadio, el Estadio Municipal de Linares, debido a que ya no cumplían ciertas condiciones. - Deportes Ovalle hará de local en el Estadio Municipal de Punitaqui, debido a que el Estadio Municipal de Ovalle aún no empieza el proceso de reconstrucción. - Deportes Valdivia juega desde la fecha 22 en el Parque Municipal debido a que el estadio Félix Gallardo cerró por reparaciones (además de no estar autorizado por Estadio Seguro). - Lota Schwager hará de local en el Estadio Bernardino Luna de Coronel, debido a que el Estadio Federico Schwager no ha sido autorizado. |                 |                       |                                  |           |                       |                        |
| Datos el 01 de abril de 2016 |                 |                       |                                  |           |                       |                        |

### Cambios de entrenadores
Los entrenadores interinos aparecen en cursiva.
| Equipo              | Entrenador (jornadas)                                                                        |
| ------------------- | -------------------------------------------------------------------------------------------- |
| Deportes Linares    | Héctor Balocchi (1 - 4) Jaime Pacheco (5 - 22) Cristián Lara (23) Jaime Nova (24 - presente) |
| Lota Schwager       | Osvaldo Hidalgo (1 - 5) Francisco Castillo (6 - 28) Víctor González (29 - presente)          |
| Colchagua CD        | Raúl González (1 - 10) Eduardo Cortázar (11 - 22) Raúl González (23 - presente)              |
| Deportes Ovalle     | Danilo Chacón (1 - 10) Leandro Zepeda (11 - 19) Danilo Chacón (20 - presente)                |
| Deportes Santa Cruz | José Díaz (1 - 13) Gustavo Huerta (14 - presente)                                            |
| Deportes Valdivia   | Gerardo Reinoso (1 - 13) Hugo Balladares (14 - presente)                                     |
| San Antonio Unido   | Jorge Miranda (1 - 13) Jorge García (14 - 30) Jorge Garcés (31 - presente)                   |
| Malleco Unido       | Gerardo Silva (1 - 17) Iván Endre (18 - presente)                                            |
| Deportes Melipilla  | Nelson Cossio (1 - 21) Carlos Encinas (22 - presente)                                        |
| Naval               | Felipe Cornejo (1 - 23) Oscar Correa (24 - presente)                                         |

- Los clubes que tendrán entrenadores interinos, será solamente hasta que se anuncie un nuevo entrenador, que reemplace a un entrenador renunciado o despedido de su cargo.

## Equipos porregión
| Región               | N.º | Equipos                                  |
| -------------------- | --- | ---------------------------------------- |
| Región Metropolitana | 2   | Deportes La Pintana y Deportes Melipilla |
| Valparaíso           | 2   | San Antonio Unido y Trasandino           |
| O'Higgins            | 2   | Colchagua y Deportes Santa Cruz          |
| Bíobío               | 2   | Lota Schwager y Naval                    |
| Antofagasta          | 1   | Municipal Mejillones                     |
| Coquimbo             | 1   | Deportes Ovalle                          |
| Maule                | 1   | Deportes Linares                         |
| Araucanía            | 1   | Malleco Unido                            |
| Los Ríos             | 1   | Deportes Valdivia                        |
| Total                | 13  |                                          |

| Municipal Mejillones Deportes Ovalle Trasandino San Antonio Unido Deportes MelipillaDeportes La Pintana Colchagua Deportes Santa Cruz Deportes Linares Naval Lota Schwager Malleco Unido Deportes Valdivia |

## Tabla de posiciones de la primera fase
Fecha de actualización: 28 de febrero de 2016
| Pos. | Equipos              | PTS | PJ | PG | PE | PP | GF | GC | DIF | REND. |
| ---- | -------------------- | --- | -- | -- | -- | -- | -- | -- | --- | ----- |
| 1°   | Deportes La Pintana  | 46  | 24 | 14 | 4  | 6  | 54 | 32 | +22 | 63,9% |
| 2°   | San Antonio Unido    | 46  | 24 | 14 | 4  | 6  | 39 | 26 | +13 | 63,9% |
| 3°   | Naval                | 43  | 24 | 13 | 4  | 7  | 43 | 25 | +18 | 59,7% |
| 4°   | Deportes Santa Cruz  | 41  | 24 | 12 | 5  | 7  | 39 | 25 | +14 | 56,9% |
| 5°   | Trasandino           | 40  | 24 | 12 | 4  | 8  | 45 | 35 | +10 | 55,6% |
| 6°   | Deportes Valdivia    | 38  | 24 | 11 | 5  | 8  | 48 | 38 | +10 | 52,8% |
| 7°   | Deportes Melipilla   | 34  | 24 | 9  | 7  | 8  | 24 | 20 | +4  | 47,2% |
| 8°   | Deportes Ovalle      | 31  | 24 | 9  | 4  | 11 | 24 | 40 | -16 | 43,1% |
| 9°   | Malleco Unido        | 30  | 24 | 8  | 6  | 10 | 30 | 35 | -5  | 41,7% |
| 10°  | Municipal Mejillones | 28  | 24 | 8  | 4  | 12 | 32 | 52 | -20 | 38,9% |
| 11°  | Lota Schwager        | 23  | 24 | 4  | 11 | 9  | 24 | 30 | -6  | 31,9% |
| 12°  | Colchagua CD         | 17  | 24 | 3  | 8  | 13 | 24 | 41 | -17 | 23,6% |
| 13°  | Deportes Linares     | 16  | 24 | 4  | 4  | 16 | 23 | 50 | -27 | 22,2% |

|  | Clasificados para la Liguilla del Ascenso. |
|  | Disputarán la Liguilla del Descenso.       |

## Evolución tabla de posiciones
| Equipo / Fecha       | 01 | 02 | 03 | 04 | 05 | 06 | 07 | 08 | 09 | 10 | 11 | 12 | 13 | 14 | 15 | 16 | 17 | 18 | 19 | 20 | 21 | 22 | 23 | 24 | 25 | 26 |
| -------------------- | -- | -- | -- | -- | -- | -- | -- | -- | -- | -- | -- | -- | -- | -- | -- | -- | -- | -- | -- | -- | -- | -- | -- | -- | -- | -- |
| Deportes La Pintana  | 10 | 9  | 8  | 2  | 1  | 1  | 1  | 1  | 1  | 2  | 3  | 2  | 2  | 2  | 2  | 2  | 2  | 3  | 3  | 2  | 2  | 4  | 4  | 4  | 2  | 1  |
| San Antonio Unido    | 9  | 12 | 9  | 4  | 8  | 6  | 2  | 2  | 4  | 3  | 2  | 3  | 3  | 3  | 3  | 4  | 6  | 5  | 4  | 4  | 3  | 1  | 1  | 1  | 3  | 2  |
| Naval                | 6  | 2  | 4  | 8  | 5  | 7  | 5  | 4  | 2  | 1  | 1  | 1  | 1  | 1  | 1  | 1  | 1  | 1  | 1  | 1  | 1  | 3  | 3  | 3  | 1  | 3  |
| Deportes Santa Cruz  | 1  | 5  | 6  | 1  | 6  | 3  | 4  | 6  | 5  | 5  | 5  | 7  | 4  | 6  | 7  | 7  | 7  | 7  | 7  | 6  | 7  | 6  | 6  | 6  | 5  | 4  |
| Trasandino           | 3  | 7  | 3  | 7  | 4  | 2  | 3  | 3  | 3  | 4  | 4  | 4  | 6  | 4  | 4  | 3  | 3  | 2  | 2  | 3  | 4  | 2  | 2  | 2  | 4  | 5  |
| Deportes Valdivia    | 2  | 1  | 1  | 3  | 2  | 4  | 7  | 5  | 6  | 7  | 7  | 6  | 7  | 5  | 5  | 6  | 5  | 4  | 6  | 5  | 5  | 5  | 5  | 5  | 6  | 6  |
| Deportes Melipilla   | 4  | 4  | 5  | 5  | 3  | 5  | 6  | 7  | 7  | 6  | 6  | 5  | 5  | 7  | 6  | 5  | 4  | 6  | 5  | 7  | 6  | 7  | 7  | 7  | 7  | 7  |
| Deportes Ovalle      | 12 | 8  | 10 | 11 | 11 | 12 | 12 | 9  | 9  | 9  | 10 | 9  | 10 | 11 | 9  | 10 | 9  | 9  | 10 | 9  | 9  | 9  | 9  | 8  | 8  | 8  |
| Malleco Unido        | 5  | 11 | 12 | 10 | 7  | 8  | 8  | 8  | 8  | 8  | 9  | 8  | 8  | 8  | 8  | 8  | 8  | 8  | 8  | 8  | 8  | 8  | 8  | 9  | 9  | 9  |
| Municipal Mejillones | 11 | 6  | 2  | 6  | 9  | 10 | 11 | 12 | 11 | 11 | 12 | 12 | 11 | 9  | 10 | 9  | 10 | 10 | 9  | 10 | 11 | 10 | 10 | 11 | 10 | 10 |
| Lota Schwager        | 8  | 10 | 11 | 12 | 12 | 11 | 9  | 10 | 10 | 10 | 8  | 10 | 9  | 10 | 11 | 11 | 11 | 11 | 11 | 11 | 10 | 11 | 11 | 10 | 11 | 11 |
| Colchagua            | 7  | 3  | 7  | 9  | 10 | 9  | 10 | 11 | 12 | 13 | 13 | 13 | 13 | 13 | 13 | 13 | 13 | 13 | 13 | 13 | 12 | 12 | 12 | 12 | 12 | 12 |
| Deportes Linares     | 13 | 13 | 13 | 13 | 13 | 13 | 13 | 13 | 13 | 12 | 11 | 11 | 12 | 12 | 12 | 12 | 12 | 12 | 12 | 12 | 13 | 13 | 13 | 13 | 13 | 13 |

## Resultados

### Primera Rueda
| Fecha 1                  | Fecha 1            | Fecha 1   | Fecha 1              | Fecha 1 | Fecha 1                          | Fecha 1           | Fecha 1         | Fecha 1 | Fecha 1 | Fecha 1 | Fecha 1 |
|                          | Local              | Resultado | Visitante            |         | Estadio                          | Árbitro           | Fecha           | Hora    |         |         |         |
| ------------------------ | ------------------ | --------- | -------------------- | ------- | -------------------------------- | ----------------- | --------------- | ------- | ------- | ------- | ------- |
|                          | Deportes Ovalle    | 1 - 3     | Deportes Valdivia    |         | Municipal de Punitaqui           | Manuel Marín      | 15 de agosto    | 16:00   |         |         |         |
|                          | Colchagua CD       | 0 - 0     | Lota Schwager        |         | Municipal Jorge Silva Valenzuela | Héctor Arcos      | 16 de agosto    | 15:30   |         |         |         |
|                          | Deportes Melipilla | 1 - 0     | Municipal Mejillones |         | Roberto Bravo Santibáñez         | Benjamín Saravia  | 16 de agosto    | 15:30   |         |         |         |
|                          | Malleco Unido      | 1 - 1     | Naval                |         | Alberto Larraguibel Morales      | Marco Echeverría  | 16 de agosto    | 16:00   |         |         |         |
|                          | Deportes Linares   | 1 - 4     | Deportes Santa Cruz  |         | Municipal de Linares             | Marcelo Sáez      | 26 de agosto    | 17:00   |         |         |         |
|                          | Trasandino         | 2 - 1     | Deportes La Pintana  |         | Municipal de Los Andes           | Cristián Droguett | 2 de septiembre | 19:00   |         |         |         |
| Libre: San Antonio Unido |                    |           |                      |         |                                  |                   |                 |         |         |         |         |

| Fecha 2                    | Fecha 2              | Fecha 2   | Fecha 2            | Fecha 2 | Fecha 2                   | Fecha 2           | Fecha 2      | Fecha 2 | Fecha 2 | Fecha 2 | Fecha 2 |
|                            | Local                | Resultado | Visitante          |         | Estadio                   | Árbitro           | Fecha        | Hora    |         |         |         |
| -------------------------- | -------------------- | --------- | ------------------ | ------- | ------------------------- | ----------------- | ------------ | ------- | ------- | ------- | ------- |
|                            | Municipal Mejillones | 2 - 0     | Malleco Unido      |         | Municipal de Mejillones   | Gustavo Ahumada   | 22 de agosto | 16:00   |         |         |         |
|                            | Deportes Valdivia    | 1 - 0     | Trasandino         |         | Félix Gallardo            | Felipe Jara       | 22 de agosto | 17:00   |         |         |         |
|                            | San Antonio Unido    | 1 - 2     | Colchagua CD       |         | Doctor Olegario Henríquez | Cristián Droguett | 22 de agosto | 17:00   |         |         |         |
|                            | Lota Schwager        | 0 - 1     | Deportes Ovalle    |         | Bernardino Luna           | Julio Abdala      | 22 de agosto | 18:00   |         |         |         |
|                            | Deportes La Pintana  | 1 - 1     | Deportes Melipilla |         | Municipal de La Pintana   | Juan Lara         | 22 de agosto | 18:00   |         |         |         |
|                            | Naval                | 2 - 0     | Deportes Linares   |         | Bernardino Luna           | Fabián Aracena    | 23 de agosto | 13:45   |         |         |         |
| Libre: Deportes Santa Cruz |                      |           |                    |         |                           |                   |              |         |         |         |         |

| Fecha 3             | Fecha 3             | Fecha 3   | Fecha 3              | Fecha 3 | Fecha 3                        | Fecha 3          | Fecha 3      | Fecha 3 | Fecha 3 | Fecha 3 | Fecha 3 |
|                     | Local               | Resultado | Visitante            |         | Estadio                        | Árbitro          | Fecha        | Hora    |         |         |         |
| ------------------- | ------------------- | --------- | -------------------- | ------- | ------------------------------ | ---------------- | ------------ | ------- | ------- | ------- | ------- |
|                     | Trasandino          | 2 - 1     | Lota Schwager        |         | Regional de Los Andes          | Héctor Arcos     | 29 de agosto | 16:30   |         |         |         |
|                     | Deportes Linares    | 2 - 3     | Municipal Mejillones |         | Municipal de Linares           | Manuel Marín     | 29 de agosto | 17:00   |         |         |         |
|                     | Malleco Unido       | 0 - 2     | Deportes La Pintana  |         | Alberto Larraguibel Morales    | Marcelo Sáez     | 29 de agosto | 20:00   |         |         |         |
|                     | Deportes Santa Cruz | 1 - 1     | Naval                |         | Municipal Joaquín Muñoz García | Julio Abdala     | 30 de agosto | 12:00   |         |         |         |
|                     | Deportes Ovalle     | 0 - 3     | San Antonio Unido    |         | Municipal de Punitaqui         | Benjamín Saravia | 30 de agosto | 15:30   |         |         |         |
|                     | Deportes Melipilla  | 1 - 1     | Deportes Valdivia    |         | Roberto Bravo Santibáñez       | Fabián Aracena   | 30 de agosto | 16:00   |         |         |         |
| Libre: Colchagua CD |                     |           |                      |         |                                |                  |              |         |         |         |         |

| Fecha 4      | Fecha 4              | Fecha 4   | Fecha 4             | Fecha 4 | Fecha 4                          | Fecha 4           | Fecha 4         | Fecha 4 | Fecha 4 | Fecha 4 | Fecha 4 |
|              | Local                | Resultado | Visitante           |         | Estadio                          | Árbitro           | Fecha           | Hora    |         |         |         |
| ------------ | -------------------- | --------- | ------------------- | ------- | -------------------------------- | ----------------- | --------------- | ------- | ------- | ------- | ------- |
|              | San Antonio Unido    | 4 - 1     | Trasandino          |         | Doctor Olegario Henríquez        | Gustavo Ahumada   | 5 de septiembre | 15:00   |         |         |         |
|              | Lota Schwager        | 1 - 1     | Deportes Melipilla  |         | Bernardino Luna                  | Marco Echeverría  | 5 de septiembre | 15:30   |         |         |         |
|              | Deportes Valdivia    | 1 - 2     | Malleco Unido       |         | Félix Gallardo                   | Héctor Arcos      | 5 de septiembre | 15:30   |         |         |         |
|              | Municipal Mejillones | 0 - 3     | Deportes Santa Cruz |         | Municipal de Mejillones          | Cristián Droguett | 5 de septiembre | 16:00   |         |         |         |
|              | Deportes La Pintana  | 4 - 2     | Deportes Linares    |         | Municipal de La Pintana          | Felipe Jara       | 5 de septiembre | 16:00   |         |         |         |
|              | Colchagua CD         | 1 - 1     | Deportes Ovalle     |         | Municipal Jorge Silva Valenzuela | Juan Lara         | 6 de septiembre | 15:30   |         |         |         |
| Libre: Naval |                      |           |                     |         |                                  |                   |                 |         |         |         |         |

| Fecha 5                | Fecha 5             | Fecha 5   | Fecha 5              | Fecha 5 | Fecha 5                        | Fecha 5          | Fecha 5          | Fecha 5 | Fecha 5 | Fecha 5 | Fecha 5 |
|                        | Local               | Resultado | Visitante            |         | Estadio                        | Árbitro          | Fecha            | Hora    |         |         |         |
| ---------------------- | ------------------- | --------- | -------------------- | ------- | ------------------------------ | ---------------- | ---------------- | ------- | ------- | ------- | ------- |
|                        | Trasandino          | 3 - 1     | Colchagua CD         |         | Regional de Los Andes          | Marco Echeverría | 12 de septiembre | 18:00   |         |         |         |
|                        | Malleco Unido       | 3 - 1     | Lota Schwager        |         | Alberto Larraguibel Morales    | Julio Abdala     | 12 de septiembre | 20:00   |         |         |         |
|                        | Deportes Santa Cruz | 1 - 2     | Deportes La Pintana  |         | Municipal Joaquín Muñoz García | Fabián Aracena   | 13 de septiembre | 12:00   |         |         |         |
|                        | Deportes Melipilla  | 1 - 0     | San Antonio Unido    |         | Roberto Bravo Santibáñez       | Juan Lara        | 13 de septiembre | 16:00   |         |         |         |
|                        | Deportes Linares    | 0 - 1     | Deportes Valdivia    |         | Municipal de Linares           | Benjamín Saravia | 13 de septiembre | 17:00   |         |         |         |
|                        | Naval               | 6 - 1     | Municipal Mejillones |         | Bernardino Luna                | Marcelo Sáez     | 13 de septiembre | 17:00   |         |         |         |
| Libre: Deportes Ovalle |                     |           |                      |         |                                |                  |                  |         |         |         |         |

| Fecha 6                     | Fecha 6             | Fecha 6   | Fecha 6             | Fecha 6 | Fecha 6                          | Fecha 6           | Fecha 6          | Fecha 6 | Fecha 6 | Fecha 6 | Fecha 6 |
|                             | Local               | Resultado | Visitante           |         | Estadio                          | Árbitro           | Fecha            | Hora    |         |         |         |
| --------------------------- | ------------------- | --------- | ------------------- | ------- | -------------------------------- | ----------------- | ---------------- | ------- | ------- | ------- | ------- |
|                             | Deportes La Pintana | 3 - 1     | Naval               |         | Municipal de La Pintana          | Gustavo Ahumada   | 23 de septiembre | 12:00   |         |         |         |
|                             | Colchagua CD        | 0 - 0     | Deportes Melipilla  |         | Municipal Jorge Silva Valenzuela | Cristián Droguett | 23 de septiembre | 15:30   |         |         |         |
|                             | Deportes Valdivia   | 3 - 4     | Deportes Santa Cruz |         | Félix Gallardo                   | Manuel Marín      | 23 de septiembre | 19:00   |         |         |         |
|                             | Lota Schwager       | 3 - 0     | Deportes Linares    |         | Bernardino Luna                  | Marcelo Sáez      | 23 de septiembre | 19:00   |         |         |         |
|                             | San Antonio Unido   | 2 - 1     | Malleco Unido       |         | Doctor Olegario Henríquez        | Felipe Jara       | 30 de septiembre | 18:00   |         |         |         |
|                             | Deportes Ovalle     | 0 - 1     | Trasandino          |         | Municipal de Punitaqui           | Felipe Jara       | 21 de octubre    | 16:30   |         |         |         |
| Libre: Municipal Mejillones |                     |           |                     |         |                                  |                   |                  |         |         |         |         |

| Fecha 7           | Fecha 7              | Fecha 7   | Fecha 7             | Fecha 7 | Fecha 7                        | Fecha 7           | Fecha 7          | Fecha 7 | Fecha 7 | Fecha 7 | Fecha 7 |
|                   | Local                | Resultado | Visitante           |         | Estadio                        | Árbitro           | Fecha            | Hora    |         |         |         |
| ----------------- | -------------------- | --------- | ------------------- | ------- | ------------------------------ | ----------------- | ---------------- | ------- | ------- | ------- | ------- |
|                   | Municipal Mejillones | 1 - 3     | Deportes La Pintana |         | Municipal de Mejillones        | Benjamín Saravia  | 26 de septiembre | 16:00   |         |         |         |
|                   | Deportes Linares     | 1 - 3     | San Antonio Unido   |         | Municipal de Linares           | Héctor Arcos      | 26 de septiembre | 17:00   |         |         |         |
|                   | Deportes Santa Cruz  | 0 - 0     | Lota Schwager       |         | Municipal Joaquín Muñoz García | Cristián Droguett | 26 de septiembre | 19:30   |         |         |         |
|                   | Malleco Unido        | 4 - 3     | Colchagua CD        |         | Alberto Larraguibel Morales    | Fabián Aracena    | 26 de septiembre | 20:00   |         |         |         |
|                   | Deportes Melipilla   | 0 - 0     | Deportes Ovalle     |         | Roberto Bravo Santibáñez       | Manuel Marín      | 27 de septiembre | 16:00   |         |         |         |
|                   | Naval                | 1 - 0     | Deportes Valdivia   |         | Bernardino Luna                | Julio Abdala      | 27 de septiembre | 18:00   |         |         |         |
| Libre: Trasandino |                      |           |                     |         |                                |                   |                  |         |         |         |         |

| Fecha 8                    | Fecha 8           | Fecha 8   | Fecha 8              | Fecha 8 | Fecha 8                          | Fecha 8          | Fecha 8        | Fecha 8 | Fecha 8 | Fecha 8 | Fecha 8 |
|                            | Local             | Resultado | Visitante            |         | Estadio                          | Árbitro          | Fecha          | Hora    |         |         |         |
| -------------------------- | ----------------- | --------- | -------------------- | ------- | -------------------------------- | ---------------- | -------------- | ------- | ------- | ------- | ------- |
|                            | San Antonio Unido | 1 - 0     | Deportes Santa Cruz  |         | Doctor Olegario Henríquez        | Felipe Jara      | 3 de octubre   | 17:00   |         |         |         |
|                            | Deportes Valdivia | 5 - 3     | Municipal Mejillones |         | Félix Gallardo                   | Marcelo Sáez     | 3 de octubre   | 17:00   |         |         |         |
|                            | Trasandino        | 1 - 0     | Deportes Melipilla   |         | Regional de Los Andes            | Juan Lara        | 3 de octubre   | 18:00   |         |         |         |
|                            | Colchagua CD      | 1 - 2     | Deportes Linares     |         | Municipal Jorge Silva Valenzuela | Manuel Marín     | 4 de octubre   | 15:30   |         |         |         |
|                            | Lota Schwager     | 1 - 2     | Naval                |         | Bernardino Luna                  | Marco Echeverría | 4 de octubre   | 17:00   |         |         |         |
|                            | Deportes Ovalle   | 3 - 2     | Malleco Unido        |         | Municipal de Punitaqui           | Gustavo Ahumada  | 4 de noviembre | 17:00   |         |         |         |
| Libre: Deportes La Pintana |                   |           |                      |         |                                  |                  |                |         |         |         |         |

| Fecha 9                   | Fecha 9              | Fecha 9   | Fecha 9           | Fecha 9 | Fecha 9                        | Fecha 9           | Fecha 9       | Fecha 9 | Fecha 9 | Fecha 9 | Fecha 9 |
|                           | Local                | Resultado | Visitante         |         | Estadio                        | Árbitro           | Fecha         | Hora    |         |         |         |
| ------------------------- | -------------------- | --------- | ----------------- | ------- | ------------------------------ | ----------------- | ------------- | ------- | ------- | ------- | ------- |
|                           | Municipal Mejillones | 1 - 1     | Lota Schwager     |         | Municipal de Mejillones        | Fabián Aracena    | 10 de octubre | 16:00   |         |         |         |
|                           | Deportes Linares     | 1 - 0     | Deportes Ovalle   |         | Municipal de Linares           | Marco Echeverría  | 10 de octubre | 17:00   |         |         |         |
|                           | Deportes La Pintana  | 2 - 1     | Deportes Valdivia |         | Municipal de La Pintana        | Felipe Jara       | 10 de octubre | 19:00   |         |         |         |
|                           | Malleco Unido        | 1 - 1     | Trasandino        |         | Alberto Larraguibel Morales    | Julio Abdala      | 10 de octubre | 20:00   |         |         |         |
|                           | Deportes Santa Cruz  | 1 - 0     | Colchagua CD      |         | Municipal Joaquín Muñoz García | Héctor Arcos      | 11 de octubre | 17:00   |         |         |         |
|                           | Naval                | 2 - 1     | San Antonio Unido |         | Bernardino Luna                | Cristián Droguett | 11 de octubre | 17:00   |         |         |         |
| Libre: Deportes Melipilla |                      |           |                   |         |                                |                   |               |         |         |         |         |

| Fecha 10                 | Fecha 10           | Fecha 10  | Fecha 10             | Fecha 10 | Fecha 10                         | Fecha 10         | Fecha 10      | Fecha 10 | Fecha 10 | Fecha 10 | Fecha 10 |
|                          | Local              | Resultado | Visitante            |          | Estadio                          | Árbitro          | Fecha         | Hora     |          |          |          |
| ------------------------ | ------------------ | --------- | -------------------- | -------- | -------------------------------- | ---------------- | ------------- | -------- | -------- | -------- | -------- |
|                          | Deportes Ovalle    | 2 - 1     | Deportes Santa Cruz  |          | Municipal de Punitaqui           | Juan Lara        | 17 de octubre | 16:00    |          |          |          |
|                          | San Antonio Unido  | 3 - 1     | Municipal Mejillones |          | Doctor Olegario Henríquez        | Gustavo Ahumada  | 17 de octubre | 17:00    |          |          |          |
|                          | Lota Schwager      | 0 - 0     | Deportes La Pintana  |          | Bernardino Luna                  | Manuel Marín     | 17 de octubre | 18:00    |          |          |          |
|                          | Trasandino         | 0 - 0     | Deportes Linares     |          | Regional de Los Andes            | Benjamín Saravia | 18 de octubre | 12:00    |          |          |          |
|                          | Colchagua CD       | 2 - 4     | Naval                |          | Municipal Jorge Silva Valenzuela | Marcelo Sáez     | 18 de octubre | 15:30    |          |          |          |
|                          | Deportes Melipilla | 2 - 1     | Malleco Unido        |          | Roberto Bravo Santibáñez         | Fabián Aracena   | 18 de octubre | 16:00    |          |          |          |
| Libre: Deportes Valdivia |                    |           |                      |          |                                  |                  |               |          |          |          |          |

| Fecha 11             | Fecha 11             | Fecha 11  | Fecha 11           | Fecha 11 | Fecha 11                       | Fecha 11         | Fecha 11      | Fecha 11 | Fecha 11 | Fecha 11 | Fecha 11 |
|                      | Local                | Resultado | Visitante          |          | Estadio                        | Árbitro          | Fecha         | Hora     |          |          |          |
| -------------------- | -------------------- | --------- | ------------------ | -------- | ------------------------------ | ---------------- | ------------- | -------- | -------- | -------- | -------- |
|                      | Municipal Mejillones | 0 - 0     | Colchagua CD       |          | Municipal de Mejillones        | Felipe Jara      | 24 de octubre | 16:00    |          |          |          |
|                      | Deportes Valdivia    | 0 - 1     | Lota Schwager      |          | Félix Gallardo                 | Gustavo Ahumada  | 24 de octubre | 17:30    |          |          |          |
|                      | Naval                | 2 - 1     | Deportes Ovalle    |          | Bernardino Luna                | Héctor Arcos     | 24 de octubre | 18:00    |          |          |          |
|                      | Deportes La Pintana  | 1 - 2     | San Antonio Unido  |          | Municipal de La Pintana        | Benjamín Sarabia | 24 de octubre | 19:00    |          |          |          |
|                      | Deportes Santa Cruz  | 0 - 0     | Trasandino         |          | Municipal Joaquín Muñoz García | Marcelo Sáez     | 24 de octubre | 19:00    |          |          |          |
|                      | Deportes Linares     | 1 - 0     | Deportes Melipilla |          | Municipal de Linares           | Marco Echeverría | 25 de octubre | 17:00    |          |          |          |
| Libre: Malleco Unido |                      |           |                    |          |                                |                  |               |          |          |          |          |

| Fecha 12             | Fecha 12           | Fecha 12  | Fecha 12             | Fecha 12 | Fecha 12                         | Fecha 12          | Fecha 12       | Fecha 12 | Fecha 12 | Fecha 12 | Fecha 12 |
|                      | Local              | Resultado | Visitante            |          | Estadio                          | Árbitro           | Fecha          | Hora     |          |          |          |
| -------------------- | ------------------ | --------- | -------------------- | -------- | -------------------------------- | ----------------- | -------------- | -------- | -------- | -------- | -------- |
|                      | Deportes Melipilla | 2 - 0     | Deportes Santa Cruz  |          | Roberto Bravo Santibáñez         | Felipe Jara       | 31 de octubre  | 16:00    |          |          |          |
|                      | Deportes Ovalle    | 1 - 1     | Municipal Mejillones |          | Municipal de Punitaqui           | Cristián Droguett | 31 de octubre  | 17:00    |          |          |          |
|                      | San Antonio Unido  | 1 - 3     | Deportes Valdivia    |          | Doctor Olegario Henríquez        | Benjamín Saravia  | 31 de octubre  | 17:00    |          |          |          |
|                      | Trasandino         | 0 - 1     | Naval                |          | Regional de Los Andes            | Manuel Marín      | 31 de octubre  | 19:00    |          |          |          |
|                      | Malleco Unido      | 2 - 1     | Deportes Linares     |          | Alberto Larraguibel Morales      | Juan Lara         | 31 de octubre  | 20:00    |          |          |          |
|                      | Colchagua CD       | 1 - 5     | Deportes La Pintana  |          | Municipal Jorge Silva Valenzuela | Héctor Arcos      | 1 de noviembre | 15:30    |          |          |          |
| Libre: Lota Schwager |                    |           |                      |          |                                  |                   |                |          |          |          |          |

| Fecha 13                | Fecha 13             | Fecha 13  | Fecha 13           | Fecha 13 | Fecha 13                       | Fecha 13         | Fecha 13       | Fecha 13 | Fecha 13 | Fecha 13 | Fecha 13 |
|                         | Local                | Resultado | Visitante          |          | Estadio                        | Árbitro          | Fecha          | Hora     |          |          |          |
| ----------------------- | -------------------- | --------- | ------------------ | -------- | ------------------------------ | ---------------- | -------------- | -------- | -------- | -------- | -------- |
|                         | Naval                | 1 - 1     | Deportes Melipilla |          | El Morro                       | Marcelo Sáez     | 7 de noviembre | 12:00    |          |          |          |
|                         | Municipal Mejillones | 1 - 0     | Trasandino         |          | Municipal de Mejillones        | Juan Lara        | 7 de noviembre | 16:00    |          |          |          |
|                         | Deportes Valdivia    | 1 - 1     | Colchagua CD       |          | Félix Gallardo                 | Marco Echeverría | 7 de noviembre | 17:00    |          |          |          |
|                         | Lota Schwager        | 1 - 1     | San Antonio Unido  |          | Bernardino Luna                | Julio Abdala     | 7 de noviembre | 18:00    |          |          |          |
|                         | Deportes La Pintana  | 2 - 1     | Deportes Ovalle    |          | Municipal de La Pintana        | Manuel Marín     | 7 de noviembre | 19:00    |          |          |          |
|                         | Deportes Santa Cruz  | 1 - 0     | Malleco Unido      |          | Municipal Joaquín Muñoz García | Gustavo Ahumada  | 8 de noviembre | 12:00    |          |          |          |
| Libre: Deportes Linares |                      |           |                    |          |                                |                  |                |          |          |          |          |

### Segunda Rueda
| Fecha 14                 | Fecha 14             | Fecha 14  | Fecha 14           | Fecha 14 | Fecha 14                       | Fecha 14          | Fecha 14        | Fecha 14 | Fecha 14 | Fecha 14 | Fecha 14 |
|                          | Local                | Resultado | Visitante          |          | Estadio                        | Árbitro           | Fecha           | Hora     |          |          |          |
| ------------------------ | -------------------- | --------- | ------------------ | -------- | ------------------------------ | ----------------- | --------------- | -------- | -------- | -------- | -------- |
|                          | Naval                | 0 - 0     | Malleco Unido      |          | El Morro                       | Marco Echeverría  | 14 de noviembre | 16:00    |          |          |          |
|                          | Municipal Mejillones | 1 - 0     | Deportes Melipilla |          | Municipal de Mejillones        | Manuel Marín      | 14 de noviembre | 16:00    |          |          |          |
|                          | Deportes Valdivia    | 3 - 0     | Deportes Ovalle    |          | Félix Gallardo                 | Benjamín Saravia  | 14 de noviembre | 17:00    |          |          |          |
|                          | Lota Schwager        | 0 - 0     | Colchagua CD       |          | Bernardino Luna                | Marcelo Sáez      | 14 de noviembre | 18:00    |          |          |          |
|                          | Deportes Santa Cruz  | 1 - 1     | Deportes Linares   |          | Municipal Joaquín Muñoz García | Julio Abdala      | 14 de noviembre | 18:00    |          |          |          |
|                          | Deportes La Pintana  | 2 - 4     | Trasandino         |          | Municipal de La Pintana        | Cristián Droguett | 14 de noviembre | 19:00    |          |          |          |
| Libre: San Antonio Unido |                      |           |                    |          |                                |                   |                 |          |          |          |          |

| Fecha 15                   | Fecha 15           | Fecha 15  | Fecha 15             | Fecha 15 | Fecha 15                         | Fecha 15          | Fecha 15        | Fecha 15 | Fecha 15 | Fecha 15 | Fecha 15 |
|                            | Local              | Resultado | Visitante            |          | Estadio                          | Árbitro           | Fecha           | Hora     |          |          |          |
| -------------------------- | ------------------ | --------- | -------------------- | -------- | -------------------------------- | ----------------- | --------------- | -------- | -------- | -------- | -------- |
|                            | Deportes Ovalle    | 3 - 2     | Lota Schwager        |          | Municipal de Punitaqui           | Héctor Arcos      | 21 de noviembre | 17:00    |          |          |          |
|                            | Deportes Linares   | 0 - 3     | Naval                |          | Municipal de Linares             | Cristián Droguett | 21 de noviembre | 18:00    |          |          |          |
|                            | Malleco Unido      | 1 - 0     | Municipal Mejillones |          | Alberto Larraguibel Morales      | Julio Abdala      | 21 de noviembre | 20:00    |          |          |          |
|                            | Trasandino         | 1 - 1     | Deportes Valdivia    |          | Municipal de Los Andes           | Manuel Marín      | 21 de noviembre | 20:00    |          |          |          |
|                            | Deportes Melipilla | 2 - 0     | Deportes La Pintana  |          | Roberto Bravo Santibáñez         | Juan Lara         | 22 de noviembre | 16:00    |          |          |          |
|                            | Colchagua CD       | 1 - 1     | San Antonio Unido    |          | Municipal Jorge Silva Valenzuela | Benjamín Saravia  | 23 de noviembre | 20:00    |          |          |          |
| Libre: Deportes Santa Cruz |                    |           |                      |          |                                  |                   |                 |          |          |          |          |

| Fecha 16            | Fecha 16             | Fecha 16  | Fecha 16            | Fecha 16 | Fecha 16                  | Fecha 16         | Fecha 16        | Fecha 16 | Fecha 16 | Fecha 16 | Fecha 16 |
|                     | Local                | Resultado | Visitante           |          | Estadio                   | Árbitro          | Fecha           | Hora     |          |          |          |
| ------------------- | -------------------- | --------- | ------------------- | -------- | ------------------------- | ---------------- | --------------- | -------- | -------- | -------- | -------- |
|                     | Municipal Mejillones | 2 - 1     | Deportes Linares    |          | Municipal de Mejillones   | Jonathan Silva   | 28 de noviembre | 16:00    |          |          |          |
|                     | San Antonio Unido    | 0 - 0     | Deportes Ovalle     |          | Doctor Olegario Henríquez | Marcelo González | 28 de noviembre | 17:00    |          |          |          |
|                     | Naval                | 2 - 0     | Deportes Santa Cruz |          | El Morro                  | Marcelo Jeria    | 28 de noviembre | 18:00    |          |          |          |
|                     | Lota Schwager        | 0 - 1     | Trasandino          |          | Bernardino Luna           | Marco Echeverría | 28 de noviembre | 18:00    |          |          |          |
|                     | Deportes La Pintana  | 1 - 1     | Malleco Unido       |          | Municipal de La Pintana   | Nicolás Gamboa   | 28 de noviembre | 19:00    |          |          |          |
|                     | Deportes Valdivia    | 1 - 3     | Deportes Melipilla  |          | Félix Gallardo            | Marcelo Sáez     | 29 de noviembre | 16:00    |          |          |          |
| Libre: Colchagua CD |                      |           |                     |          |                           |                  |                 |          |          |          |          |

| Fecha 17     | Fecha 17            | Fecha 17  | Fecha 17             | Fecha 17 | Fecha 17                       | Fecha 17          | Fecha 17       | Fecha 17 | Fecha 17 | Fecha 17 | Fecha 17 |
|              | Local               | Resultado | Visitante            |          | Estadio                        | Árbitro           | Fecha          | Hora     |          |          |          |
| ------------ | ------------------- | --------- | -------------------- | -------- | ------------------------------ | ----------------- | -------------- | -------- | -------- | -------- | -------- |
|              | Deportes Melipilla  | 1 - 1     | Lota Schwager        |          | Roberto Bravo Santibáñez       | Christian Rojas   | 5 de diciembre | 16:00    |          |          |          |
|              | Deportes Ovalle     | 1 - 0     | Colchagua CD         |          | Municipal de Punitaqui         | Manuel Marín      | 5 de diciembre | 17:00    |          |          |          |
|              | Deportes Linares    | 2 - 5     | Deportes La Pintana  |          | Municipal de Linares           | Héctor Arcos      | 5 de diciembre | 17:00    |          |          |          |
|              | Trasandino          | 4 - 1     | San Antonio Unido    |          | Municipal de Los Andes         | René De la Rosa   | 5 de diciembre | 19:00    |          |          |          |
|              | Deportes Santa Cruz | 0 - 0     | Municipal Mejillones |          | Municipal Joaquín Muñoz García | Cristián Droguett | 5 de diciembre | 19:00    |          |          |          |
|              | Malleco Unido       | 2 - 3     | Deportes Valdivia    |          | Alberto Larraguibel Morales    | Fabián Aracena    | 5 de diciembre | 20:00    |          |          |          |
| Libre: Naval |                     |           |                      |          |                                |                   |                |          |          |          |          |

| Fecha 18               | Fecha 18             | Fecha 18  | Fecha 18            | Fecha 18 | Fecha 18                         | Fecha 18         | Fecha 18        | Fecha 18 | Fecha 18 | Fecha 18 | Fecha 18 |
|                        | Local                | Resultado | Visitante           |          | Estadio                          | Árbitro          | Fecha           | Hora     |          |          |          |
| ---------------------- | -------------------- | --------- | ------------------- | -------- | -------------------------------- | ---------------- | --------------- | -------- | -------- | -------- | -------- |
|                        | Municipal Mejillones | 1 - 2     | Naval               |          | Municipal de Mejillones          | Claudio Aranda   | 12 de diciembre | 16:00    |          |          |          |
|                        | San Antonio Unido    | 2 - 1     | Deportes Melipilla  |          | Doctor Olegario Henríquez        | Carlos Rumiano   | 12 de diciembre | 17:00    |          |          |          |
|                        | Lota Schwager        | 1 - 1     | Malleco Unido       |          | Bernardino Luna                  | Benjamín Saravia | 12 de diciembre | 17:00    |          |          |          |
|                        | Deportes Valdivia    | 2 - 1     | Deportes Linares    |          | Félix Gallardo                   | Julio Abdala     | 12 de diciembre | 18:00    |          |          |          |
|                        | Deportes La Pintana  | 1 - 4     | Deportes Santa Cruz |          | Municipal de La Pintana          | Juan Lara        | 12 de diciembre | 19:00    |          |          |          |
|                        | Colchagua CD         | 1 - 3     | Trasandino          |          | Municipal Jorge Silva Valenzuela | Felipe Jara      | 12 de diciembre | 20:00    |          |          |          |
| Libre: Deportes Ovalle |                      |           |                     |          |                                  |                  |                 |          |          |          |          |

| Fecha 19                    | Fecha 19            | Fecha 19  | Fecha 19            | Fecha 19 | Fecha 19                       | Fecha 19         | Fecha 19        | Fecha 19 | Fecha 19 | Fecha 19 | Fecha 19 |
|                             | Local               | Resultado | Visitante           |          | Estadio                        | Árbitro          | Fecha           | Hora     |          |          |          |
| --------------------------- | ------------------- | --------- | ------------------- | -------- | ------------------------------ | ---------------- | --------------- | -------- | -------- | -------- | -------- |
|                             | Deportes Melipilla  | 1 - 0     | Colchagua CD        |          | Roberto Bravo Santibáñez       | Fabián Aracena   | 19 de diciembre | 17:00    |          |          |          |
|                             | Naval               | 1 - 2     | Deportes La Pintana |          | El Morro                       | Marco Echeverría | 19 de diciembre | 18:00    |          |          |          |
|                             | Deportes Linares    | 1 - 1     | Lota Schwager       |          | Municipal de Linares           | Marcelo Sáez     | 19 de diciembre | 18:00    |          |          |          |
|                             | Trasandino          | 4 - 0     | Deportes Ovalle     |          | Municipal de Los Andes         | Nicolás Muñoz    | 19 de diciembre | 19:00    |          |          |          |
|                             | Deportes Santa Cruz | 3 - 2     | Deportes Valdivia   |          | Municipal Joaquín Muñoz García | Héctor Arcos     | 19 de diciembre | 20:00    |          |          |          |
|                             | Malleco Unido       | 0 - 1     | San Antonio Unido   |          | Alberto Larraguibel Morales    | Julio Abdala     | 19 de diciembre | 20:00    |          |          |          |
| Libre: Municipal Mejillones |                     |           |                     |          |                                |                  |                 |          |          |          |          |

| Fecha 20          | Fecha 20            | Fecha 20  | Fecha 20             | Fecha 20 | Fecha 20                         | Fecha 20          | Fecha 20    | Fecha 20 | Fecha 20 | Fecha 20 | Fecha 20 |
|                   | Local               | Resultado | Visitante            |          | Estadio                          | Árbitro           | Fecha       | Hora     |          |          |          |
| ----------------- | ------------------- | --------- | -------------------- | -------- | -------------------------------- | ----------------- | ----------- | -------- | -------- | -------- | -------- |
|                   | Deportes Valdivia   | 2 - 1     | Naval                |          | Félix Gallardo                   | Marcelo Sáez      | 15 de enero | 20:00    |          |          |          |
|                   | San Antonio Unido   | 1 - 0     | Deportes Linares     |          | Doctor Olegario Henríquez        | Cristián Droguett | 16 de enero | 17:00    |          |          |          |
|                   | Deportes Ovalle     | 1 - 0     | Deportes Melipilla   |          | Municipal de Punitaqui           | Manuel Marín      | 16 de enero | 17:00    |          |          |          |
|                   | Lota Schwager       | 2 - 5     | Deportes Santa Cruz  |          | Bernardino Luna                  | Julio Abdala      | 16 de enero | 18:00    |          |          |          |
|                   | Deportes La Pintana | 4 - 1     | Municipal Mejillones |          | Municipal de La Pintana          | Héctor Arcos      | 16 de enero | 19:00    |          |          |          |
|                   | Colchagua CD        | 0 - 1     | Malleco Unido        |          | Municipal Jorge Silva Valenzuela | Felipe Jara       | 17 de enero | 18:00    |          |          |          |
| Libre: Trasandino |                     |           |                      |          |                                  |                   |             |          |          |          |          |

| Fecha 21                   | Fecha 21             | Fecha 21  | Fecha 21          | Fecha 21 | Fecha 21                       | Fecha 21          | Fecha 21    | Fecha 21 | Fecha 21 | Fecha 21 | Fecha 21 |
|                            | Local                | Resultado | Visitante         |          | Estadio                        | Árbitro           | Fecha       | Hora     |          |          |          |
| -------------------------- | -------------------- | --------- | ----------------- | -------- | ------------------------------ | ----------------- | ----------- | -------- | -------- | -------- | -------- |
|                            | Naval                | 0 - 1     | Lota Schwager     |          | El Morro                       | Cristián Droguett | 22 de enero | 19:00    |          |          |          |
|                            | Deportes Linares     | 1 - 2     | Colchagua CD      |          | Municipal de Linares           | Jonathan Silva    | 23 de enero | 17:00    |          |          |          |
|                            | Municipal Mejillones | 1 - 4     | Deportes Valdivia |          | Municipal de Mejillones        | Benjamín Saravia  | 23 de enero | 17:00    |          |          |          |
|                            | Deportes Melipilla   | 2 - 1     | Trasandino        |          | Roberto Bravo Santibáñez       | Juan Lara         | 23 de enero | 18:00    |          |          |          |
|                            | Deportes Santa Cruz  | 1 - 2     | San Antonio Unido |          | Municipal Joaquín Muñoz García | Marco Echeverría  | 23 de enero | 20:00    |          |          |          |
|                            | Malleco Unido        | 2 - 0     | Deportes Ovalle   |          | Alberto Larraguibel Morales    | Gustavo Ahumada   | 23 de enero | 20:00    |          |          |          |
| Libre: Deportes La Pintana |                      |           |                   |          |                                |                   |             |          |          |          |          |

| Fecha 22                  | Fecha 22          | Fecha 22  | Fecha 22             | Fecha 22 | Fecha 22                         | Fecha 22         | Fecha 22    | Fecha 22 | Fecha 22 | Fecha 22 | Fecha 22 |
|                           | Local             | Resultado | Visitante            |          | Estadio                          | Árbitro          | Fecha       | Hora     |          |          |          |
| ------------------------- | ----------------- | --------- | -------------------- | -------- | -------------------------------- | ---------------- | ----------- | -------- | -------- | -------- | -------- |
|                           | Deportes Valdivia | 4 - 2     | Deportes La Pintana  |          | Parque Municipal                 | Julio Abdala     | 29 de enero | 19:30    |          |          |          |
|                           | San Antonio Unido | 2 - 1     | Naval                |          | Doctor Olegario Henríquez        | Manuel Marín     | 30 de enero | 17:00    |          |          |          |
|                           | Lota Schwager     | 2 - 3     | Municipal Mejillones |          | Bernardino Luna                  | Marcelo Sáez     | 30 de enero | 18:00    |          |          |          |
|                           | Deportes Ovalle   | 3 - 1     | Deportes Linares     |          | Municipal de Punitaqui           | Felipe Jara      | 30 de enero | 18:00    |          |          |          |
|                           | Colchagua CD      | 0 - 2     | Deportes Santa Cruz  |          | Municipal Jorge Silva Valenzuela | Héctor Arcos     | 30 de enero | 18:00    |          |          |          |
|                           | Trasandino        | 7 - 3     | Malleco Unido        |          | Municipal de Los Andes           | Benjamín Saravia | 30 de enero | 19:00    |          |          |          |
| Libre: Deportes Melipilla |                   |           |                      |          |                                  |                  |             |          |          |          |          |

| Fecha 23                 | Fecha 23             | Fecha 23  | Fecha 23           | Fecha 23 | Fecha 23                       | Fecha 23         | Fecha 23     | Fecha 23 | Fecha 23 | Fecha 23 | Fecha 23 |
|                          | Local                | Resultado | Visitante          |          | Estadio                        | Árbitro          | Fecha        | Hora     |          |          |          |
| ------------------------ | -------------------- | --------- | ------------------ | -------- | ------------------------------ | ---------------- | ------------ | -------- | -------- | -------- | -------- |
|                          | Municipal Mejillones | 0 - 3     | San Antonio Unido  |          | Municipal de Mejillones        | Marco Echeverría | 6 de febrero | 17:00    |          |          |          |
|                          | Deportes Linares     | 1 - 5     | Trasandino         |          | Municipal de Linares           | Gustavo Ahumada  | 6 de febrero | 18:00    |          |          |          |
|                          | Deportes La Pintana  | 0 - 0     | Lota Schwager      |          | Municipal de La Pintana        | Jonathan Silva   | 6 de febrero | 19:00    |          |          |          |
|                          | Malleco Unido        | 1 - 0     | Deportes Melipilla |          | Alberto Larraguibel Morales    | Julio Abdala     | 6 de febrero | 20:00    |          |          |          |
|                          | Deportes Santa Cruz  | 0 - 2     | Deportes Ovalle    |          | Municipal Joaquín Muñoz García | Benjamín Saravia | 6 de febrero | 20:00    |          |          |          |
|                          | Naval                | 3 - 1     | Colchagua CD       |          | El Morro                       | Juan Lara        | 7 de febrero | 18:00    |          |          |          |
| Libre: Deportes Valdivia |                      |           |                    |          |                                |                  |              |          |          |          |          |

| Fecha 24             | Fecha 24           | Fecha 24  | Fecha 24             | Fecha 24 | Fecha 24                  | Fecha 24         | Fecha 24      | Fecha 24 | Fecha 24 | Fecha 24 | Fecha 24 |
|                      | Local              | Resultado | Visitante            |          | Estadio                   | Árbitro          | Fecha         | Hora     |          |          |          |
| -------------------- | ------------------ | --------- | -------------------- | -------- | ------------------------- | ---------------- | ------------- | -------- | -------- | -------- | -------- |
|                      | San Antonio Unido  | 0 - 1     | Deportes La Pintana  |          | Doctor Olegario Henríquez | Fabián Aracena   | 13 de febrero | 17:00    |          |          |          |
|                      | Deportes Ovalle    | 2 - 1     | Naval                |          | Municipal de Punitaqui    | Felipe Jara      | 13 de febrero | 18.00    |          |          |          |
|                      | Lota Schwager      | 3 - 2     | Deportes Valdivia    |          | Bernardino Luna           | Benjamín Saravia | 13 de febrero | 18.00    |          |          |          |
|                      | Deportes Melipilla | 1 - 2     | Deportes Linares     |          | Roberto Bravo Santibáñez  | Héctor Arcos     | 13 de febrero | 18.00    |          |          |          |
|                      | Trasandino         | 0 - 4     | Deportes Santa Cruz  |          | Municipal de Los Andes    | Manuel Marín     | 13 de febrero | 19:00    |          |          |          |
|                      | Colchagua CD       | 5 - 1     | Municipal Mejillones |          | Jorge Silva Valenzuela    | Marcelo Sáez     | 14 de febrero | 18:00    |          |          |          |
| Libre: Malleco Unido |                    |           |                      |          |                           |                  |               |          |          |          |          |

| Fecha 25             | Fecha 25             | Fecha 25  | Fecha 25           | Fecha 25 | Fecha 25                       | Fecha 25          | Fecha 25      | Fecha 25 | Fecha 25 | Fecha 25 | Fecha 25 |
|                      | Local                | Resultado | Visitante          |          | Estadio                        | Árbitro           | Fecha         | Hora     |          |          |          |
| -------------------- | -------------------- | --------- | ------------------ | -------- | ------------------------------ | ----------------- | ------------- | -------- | -------- | -------- | -------- |
|                      | Deportes Linares     | 1 - 1     | Malleco Unido      |          | Municipal de Linares           | Juan Lara         | 19 de febrero | 20:00    |          |          |          |
|                      | Municipal Mejillones | 3 - 1     | Deportes Ovalle    |          | Municipal de Mejillones        | Gustavo Ahumada   | 20 de febrero | 17:00    |          |          |          |
|                      | Deportes Valdivia    | 2 - 2     | San Antonio Unido  |          | Parque Municipal               | Cristián Droguett | 20 de febrero | 19:00    |          |          |          |
|                      | Naval                | 4 - 0     | Trasandino         |          | El Morro                       | Julio Abdala      | 20 de febrero | 19:00    |          |          |          |
|                      | Deportes La Pintana  | 3 - 0     | Colchagua CD       |          | Municipal de La Pintana        | Marco Echeverría  | 20 de febrero | 19:00    |          |          |          |
|                      | Deportes Santa Cruz  | 2 - 1     | Deportes Melipilla |          | Municipal Joaquín Muñoz García | Jonathan Silva    | 20 de febrero | 20:00    |          |          |          |
| Libre: Lota Schwager |                      |           |                    |          |                                |                   |               |          |          |          |          |

| Fecha 26                | Fecha 26           | Fecha 26  | Fecha 26             | Fecha 26 | Fecha 26                         | Fecha 26         | Fecha 26      | Fecha 26 | Fecha 26 | Fecha 26 | Fecha 26 |
|                         | Local              | Resultado | Visitante            |          | Estadio                          | Árbitro          | Fecha         | Hora     |          |          |          |
| ----------------------- | ------------------ | --------- | -------------------- | -------- | -------------------------------- | ---------------- | ------------- | -------- | -------- | -------- | -------- |
|                         | San Antonio Unido  | 2 - 1     | Lota Schwager        |          | Doctor Olegario Henríquez        | Benjamín Saravia | 27 de febrero | 17:00    |          |          |          |
|                         | Deportes Melipilla | 2 - 1     | Naval                |          | Roberto Bravo Santibáñez         | Fabián Aracena   | 27 de febrero | 18:00    |          |          |          |
|                         | Deportes Ovalle    | 0 - 7     | Deportes La Pintana  |          | Municipal de Punitaqui           | Héctor Arcos     | 27 de febrero | 18:00    |          |          |          |
|                         | Trasandino         | 4 - 5     | Municipal Mejillones |          | Municipal de Los Andes           | Felipe Jara      | 27 de febrero | 20:00    |          |          |          |
|                         | Malleco Unido      | 0 - 1     | Deportes Santa Cruz  |          | Alberto Larraguibel Morales      | Marcelo Sáez     | 27 de febrero | 20:00    |          |          |          |
|                         | Colchagua CD       | 2 - 2     | Deportes Valdivia    |          | Municipal Jorge Silva Valenzuela | Manuel Marín     | 28 de febrero | 18:00    |          |          |          |
| Libre: Deportes Linares |                    |           |                      |          |                                  |                  |               |          |          |          |          |

## Segunda fase
Esta fase se dividirá en dos grupos, que serán ordenados dependiendo de su posición en la Primera Fase, conservando sus puntajes automáticamente.
Los equipos que terminen del 1° al 6° lugar, como se mencionó anteriormente, clasificarán automáticamente a la Liguilla del Ascenso, la cual constará de partidos ida y vuelta, en formato "todos contra todos" a 10 fechas. El equipo que acumule más puntos en la Liguilla del Ascenso, será el campeón y ascenderá a la Primera B 2016-17, mientras que los otros 5 equipos, mantendrán automáticamente la categoría, para la siguiente temporada.
En cambio, los equipos que terminen de la 7° al 13° lugar, disputarán la Liguilla de Descenso, en el mismo formato ida y vuelta, "todos contra todos" a 12 fechas (1 equipo libre por semana). Los 3 equipos de peor ubicación en la Liguilla del Descenso, descenderán automáticamente a la Tercera División 2016-17, mientras que los otros 4 equipos, mantendrán automáticamente la categoría, para la siguiente temporada.

### Clasificados a la Liguilla del Ascenso
| Deportes La Pintana |
| San Antonio Unido   |
| Naval               |
| Deportes Santa Cruz |
| Trasandino          |
| Deportes Valdivia   |

### Relegados a la Liguilla del Descenso
| Deportes Melipilla   |
| Deportes Ovalle      |
| Malleco Unido        |
| Municipal Mejillones |
| Lota Schwager        |
| Colchagua CD         |
| Deportes Linares     |

## Tabla de posiciones de las liguillas

### Liguilla del Ascenso
| Premio | Pos. | Equipos               | PTS | PJ | PG | PE | PP | GF | GC | DIF | REND. |
| ------ | ---- | --------------------- | --- | -- | -- | -- | -- | -- | -- | --- | ----- |
|        | 1.   | Deportes Valdivia (C) | 63  | 34 | 19 | 6  | 9  | 69 | 47 | +22 | 61,6% |
|        | 2.   | Deportes Santa Cruz   | 57  | 34 | 16 | 9  | 9  | 52 | 32 | +20 | 55,9% |
|        | 3.   | San Antonio Unido     | 56  | 34 | 16 | 11 | 7  | 50 | 34 | +16 | 57,8% |
|        | 4.   | Deportes Pintana      | 55  | 34 | 17 | 7  | 10 | 65 | 49 | +16 | 56,9% |
|        | 5.   | Naval                 | 47  | 34 | 15 | 5  | 14 | 56 | 46 | +10 | 49%   |
|        | 6.   | Trasandino            | 47  | 34 | 13 | 8  | 13 | 55 | 52 | +3  | 46,9% |

|  | Campeón. Ascendió directamente al Campeonato Loto de la Primera B 2016-17. |
|  | Se mantuvieron en la categoría para la siguiente temporada.                |

### Liguilla del Descenso
Fecha de actualización: 4 de junio de 2016
| Premio | Pos. | Equipos              | PTS | PJ | PG | PE | PP | GF | GC | DIF | REND. |
| ------ | ---- | -------------------- | --- | -- | -- | -- | -- | -- | -- | --- | ----- |
|        | 7.   | Malleco Unido        | 51  | 36 | 14 | 9  | 13 | 51 | 52 | -1  | 47,2% |
|        | 8.   | Lota Schwager        | 44  | 36 | 10 | 14 | 12 | 43 | 43 | 0   | 40,7% |
|        | 9.   | Deportes Melipilla   | 43  | 36 | 11 | 10 | 15 | 34 | 33 | +1  | 39,8% |
|        | 10.  | Colchagua CD         | 43  | 36 | 11 | 10 | 15 | 48 | 50 | -2  | 39,8% |
|        | 11.  | Municipal Mejillones | 41  | 36 | 12 | 8  | 16 | 46 | 68 | -22 | 40,7% |
|        | 12.  | Deportes Linares     | 22  | 36 | 5  | 7  | 24 | 35 | 81 | -46 | 20,4% |
|        | 13.  | Deportes Ovalle      | 0   | 0  | 0  | 0  | 0  | 0  | 0  | 0   | 0%    |

|  | Se mantendrán en la categoría para la siguiente temporada. |
|  | Descendidos a Tercera División 2017.                       |

## Resultados

### Liguilla del Ascenso

#### Primera Rueda
|  | Naval             | 2 - 3 | Deportes Valdivia   |  | El Morro                  | Jonathan Silva | 4 de marzo | 19:00 |
|  | San Antonio Unido | 0 - 0 | Deportes Santa Cruz |  | Doctor Olegario Henríquez | Julio Abdala   | 5 de marzo | 17:00 |
|  | Trasandino        | 4 - 0 | Deportes La Pintana |  | Municipal de Los Andes    | Juan Lara      | 5 de marzo | 19:30 |

|  | Deportes Valdivia   | 2 - 0 | Trasandino        |  | Parque Municipal               | Fabián Aracena | 12 de marzo | 17:30 |
|  | Deportes La Pintana | 1 - 1 | San Antonio Unido |  | Municipal de La Pintana        | Manuel Marín   | 12 de marzo | 19:00 |
|  | Deportes Santa Cruz | 2 - 1 | Naval             |  | Municipal Joaquín Muñoz García | Felipe Jara    | 12 de marzo | 20:00 |

|  | San Antonio Unido   | 2 - 2 | Deportes Valdivia   |  | Doctor Olegario Henríquez | Cristián Droguett | 19 de marzo | 17:00 |
|  | Deportes La Pintana | 2 - 1 | Deportes Santa Cruz |  | Municipal de La Pintana   | Fabián Aracena    | 19 de marzo | 19:00 |
|  | Trasandino          | 1 - 1 | Naval               |  | Municipal de Los Andes    | Gustavo Ahumada   | 19 de marzo | 19:00 |

|  | Deportes Valdivia | 0 - 3 | Deportes Santa Cruz |  | Parque Municipal       | Marcelo Sáez     | 26 de marzo | 18:00 |
|  | Trasandino        | 0 - 0 | San Antonio Unido   |  | Municipal de Los Andes | Héctor Arcos     | 26 de marzo | 19:00 |
|  | Naval             | 2 - 0 | Deportes La Pintana |  | El Morro               | Benjamín Saravia | 27 de marzo | 18:00 |

|  | San Antonio Unido   | 3 - 0 | Naval             |  | Doctor Olegario Henríquez      | Fabián Aracena    | 2 de abril | 17:00 |
|  | Deportes La Pintana | 1 - 2 | Deportes Valdivia |  | Municipal de La Pintana        | Juan Lara         | 2 de abril | 19:00 |
|  | Deportes Santa Cruz | 2 - 0 | Trasandino        |  | Municipal Joaquín Muñoz García | Cristián Droguett | 2 de abril | 20:00 |

#### Segunda Rueda
|  | Deportes Santa Cruz | 1 - 1 | San Antonio Unido |  | Municipal Joaquín Muñoz García | Benjamín Saravia | 9 de abril  | 18:00 |
|  | Deportes La Pintana | 2 - 1 | Trasandino        |  | Municipal de La Pintana        | Manuel Marín     | 9 de abril  | 19:00 |
|  | Deportes Valdivia   | 2 - 0 | Naval             |  | Parque Municipal               | Héctor Arcos     | 10 de abril | 17:30 |

|  | San Antonio Unido | 0 - 0 | Deportes La Pintana |  | Doctor Olegario Henríquez | Héctor Arcos    | 16 de abril | 17:00 |
|  | Trasandino        | 0 - 2 | Deportes Valdivia   |  | Municipal de Los Andes    | Gustavo Ahumada | 16 de abril | 18:00 |
|  | Naval             | 0 - 2 | Deportes Santa Cruz |  | El Morro                  | Juan Lara       | 17 de abril | 17:00 |

|  | Deportes Valdivia   | 2 - 0 | San Antonio Unido   |  | Parque Municipal               | Marco Echeverría | 23 de abril | 16:30 |
|  | Deportes Santa Cruz | 1 - 1 | Deportes La Pintana |  | Municipal Joaquín Muñoz García | Julio Abdala     | 23 de abril | 18:00 |
|  | Naval               | 6 - 2 | Trasandino          |  | El Morro                       | Benjamín Saravia | 24 de abril | 17:00 |

|  | San Antonio Unido   | 1 - 1 | Trasandino        |  | Doctor Olegario Henríquez      | Marcelo Sáez      | 30 de abril | 17:30 |
|  | Deportes La Pintana | 3 - 0 | Naval             |  | Municipal de La Pintana        | Cristián Droguett | 30 de abril | 17:30 |
|  | Deportes Santa Cruz | 0 - 1 | Deportes Valdivia |  | Municipal Joaquín Muñoz García | Patricio Blanca   | 30 de abril | 17:30 |

|                                      | Naval                 | 1 - 3 | San Antonio Unido   |  | El Morro               | Manuel Marín    | 7 de mayo | 17:00 |       |
|                                      | Trasandino            | 1 - 1 | Deportes Santa Cruz |  | Municipal de Los Andes | Gustavo Ahumada | 7 de mayo | 17:00 |       |
|                                      | Deportes Valdivia (C) | 5 - 1 | Deportes La Pintana |  | Parque Municipal       | Claudio Aranda  | 8 de mayo | 12:00 | [ 6 ] |
| Computadores y dispositivos móviles: |                       |       |                     |  |                        |                 |           |       |       |

### Liguilla del Descenso

#### Primera Rueda
| Fecha 1                 | Fecha 1              | Fecha 1   | Fecha 1            | Fecha 1 | Fecha 1                          | Fecha 1           | Fecha 1    | Fecha 1 | Fecha 1 | Fecha 1 | Fecha 1 |
|                         | Local                | Resultado | Visitante          |         | Estadio                          | Árbitro           | Fecha      | Hora    |         |         |         |
| ----------------------- | -------------------- | --------- | ------------------ | ------- | -------------------------------- | ----------------- | ---------- | ------- | ------- | ------- | ------- |
|                         | Municipal Mejillones | 1 - 1     | Deportes Ovalle    |         | Municipal de Mejillones          | Cristián Droguett | 5 de marzo | 17:00   |         |         |         |
|                         | Lota Schwager        | 0 - 1     | Malleco Unido      |         | Bernardino Luna                  | Marco Echeverría  | 5 de marzo | 18:00   |         |         |         |
|                         | Colchagua CD         | 1 - 0     | Deportes Melipilla |         | Municipal Jorge Silva Valenzuela | Gustavo Ahumada   | 6 de marzo | 19:30   |         |         |         |
| Libre: Deportes Linares |                      |           |                    |         |                                  |                   |            |         |         |         |         |

| Fecha 2              | Fecha 2            | Fecha 2   | Fecha 2              | Fecha 2 | Fecha 2                     | Fecha 2          | Fecha 2     | Fecha 2 | Fecha 2 | Fecha 2 | Fecha 2 |
|                      | Local              | Resultado | Visitante            |         | Estadio                     | Árbitro          | Fecha       | Hora    |         |         |         |
| -------------------- | ------------------ | --------- | -------------------- | ------- | --------------------------- | ---------------- | ----------- | ------- | ------- | ------- | ------- |
|                      | Deportes Melipilla | 3 - 1     | Deportes Linares     |         | Roberto Bravo Santibáñez    | Benjamín Saravia | 12 de marzo | 17:00   |         |         |         |
|                      | Deportes Ovalle    | 1 - 3     | Colchagua CD         |         | Municipal de Punitaqui      | Marcelo Sáez     | 12 de marzo | 18:00   |         |         |         |
|                      | Malleco Unido      | 5 - 2     | Municipal Mejillones |         | Alberto Larraguibel Morales | Héctor Arcos     | 12 de marzo | 20:00   |         |         |         |
| Libre: Lota Schwager |                    |           |                      |         |                             |                  |             |         |         |         |         |

| Fecha 3                   | Fecha 3              | Fecha 3   | Fecha 3         | Fecha 3 | Fecha 3                          | Fecha 3          | Fecha 3     | Fecha 3 | Fecha 3 | Fecha 3 | Fecha 3 |
|                           | Local                | Resultado | Visitante       |         | Estadio                          | Árbitro          | Fecha       | Hora    |         |         |         |
| ------------------------- | -------------------- | --------- | --------------- | ------- | -------------------------------- | ---------------- | ----------- | ------- | ------- | ------- | ------- |
|                           | Municipal Mejillones | 2 - 0     | Lota Schwager   |         | Municipal de Mejillones          | Jonathan Silva   | 19 de marzo | 16:00   |         |         |         |
|                           | Deportes Linares     | 1 - 2     | Deportes Ovalle |         | Municipal de Linares             | Marco Echeverría | 19 de marzo | 19:00   |         |         |         |
|                           | Colchagua CD         | 4 - 0     | Malleco Unido   |         | Municipal Jorge Silva Valenzuela | Juan Lara        | 20 de marzo | 19:00   |         |         |         |
| Libre: Deportes Melipilla |                      |           |                 |         |                                  |                  |             |         |         |         |         |

| Fecha 4                     | Fecha 4         | Fecha 4   | Fecha 4            | Fecha 4 | Fecha 4                     | Fecha 4      | Fecha 4     | Fecha 4 | Fecha 4 | Fecha 4 | Fecha 4 |
|                             | Local           | Resultado | Visitante          |         | Estadio                     | Árbitro      | Fecha       | Hora    |         |         |         |
| --------------------------- | --------------- | --------- | ------------------ | ------- | --------------------------- | ------------ | ----------- | ------- | ------- | ------- | ------- |
|                             | Lota Schwager   | 1 - 1     | Colchagua CD       |         | Bernardino Luna             | Julio Abdala | 26 de marzo | 16:00   |         |         |         |
|                             | Malleco Unido   | 2 - 2     | Deportes Linares   |         | Alberto Larraguibel Morales | Manuel Marín | 26 de marzo | 18:00   |         |         |         |
|                             | Deportes Ovalle | 2 - 0     | Deportes Melipilla |         | Municipal de Punitaqui      | Felipe Jara  | 26 de marzo | 18:00   |         |         |         |
| Libre: Municipal Mejillones |                 |           |                    |         |                             |              |             |         |         |         |         |

| Fecha 5                | Fecha 5            | Fecha 5   | Fecha 5              | Fecha 5 | Fecha 5                          | Fecha 5         | Fecha 5    | Fecha 5 | Fecha 5 | Fecha 5 | Fecha 5 |
|                        | Local              | Resultado | Visitante            |         | Estadio                          | Árbitro         | Fecha      | Hora    |         |         |         |
| ---------------------- | ------------------ | --------- | -------------------- | ------- | -------------------------------- | --------------- | ---------- | ------- | ------- | ------- | ------- |
|                        | Deportes Melipilla | 1 - 2     | Malleco Unido        |         | Roberto Bravo Santibáñez         | Jonathan Silva  | 2 de abril | 17:00   |         |         |         |
|                        | Deportes Linares   | 0 - 0     | Lota Schwager        |         | Municipal de Linares             | Marcelo Sáez    | 2 de abril | 19:00   |         |         |         |
|                        | Colchagua CD       | 4 - 1     | Municipal Mejillones |         | Municipal Jorge Silva Valenzuela | Gustavo Ahumada | 3 de abril | 18.30   |         |         |         |
| Libre: Deportes Ovalle |                    |           |                      |         |                                  |                 |            |         |         |         |         |

| Fecha 6             | Fecha 6              | Fecha 6   | Fecha 6            | Fecha 6 | Fecha 6                     | Fecha 6          | Fecha 6    | Fecha 6 | Fecha 6 | Fecha 6 | Fecha 6 |
|                     | Local                | Resultado | Visitante          |         | Estadio                     | Árbitro          | Fecha      | Hora    |         |         |         |
| ------------------- | -------------------- | --------- | ------------------ | ------- | --------------------------- | ---------------- | ---------- | ------- | ------- | ------- | ------- |
|                     | Lota Schwager        | 1 - 1     | Deportes Melipilla |         | Bernardino Luna             | Marco Echeverría | 9 de abril | 16.00   |         |         |         |
|                     | Municipal Mejillones | 3 - 1     | Deportes Linares   |         | Municipal de Mejillones     | Felipe Jara      | 9 de abril | 17.00   |         |         |         |
|                     | Malleco Unido        | 1 - 0     | Deportes Ovalle    |         | Alberto Larraguibel Morales | Julio Abdala     | 9 de abril | 18.00   |         |         |         |
| Libre: Colchagua CD |                      |           |                    |         |                             |                  |            |         |         |         |         |

| Fecha 7              | Fecha 7            | Fecha 7   | Fecha 7              | Fecha 7 | Fecha 7                  | Fecha 7           | Fecha 7     | Fecha 7 | Fecha 7 | Fecha 7 | Fecha 7 |
|                      | Local              | Resultado | Visitante            |         | Estadio                  | Árbitro           | Fecha       | Hora    |         |         |         |
| -------------------- | ------------------ | --------- | -------------------- | ------- | ------------------------ | ----------------- | ----------- | ------- | ------- | ------- | ------- |
|                      | Deportes Ovalle    | 3 - 1     | Lota Schwager        |         | Municipal de Punitaqui   | Cristián Droguett | 16 de abril | 16:00   |         |         |         |
|                      | Deportes Melipilla | 0 - 0     | Municipal Mejillones |         | Roberto Bravo Santibáñez | Marcelo Sáez      | 16 de abril | 17:00   |         |         |         |
|                      | Deportes Linares   | 0 - 1     | Colchagua CD         |         | Municipal de Linares     | Jonathan Silva    | 16 de abril | 19:00   |         |         |         |
| Libre: Malleco Unido |                    |           |                      |         |                          |                   |             |         |         |         |         |

#### Segunda Rueda
| Fecha 8                 | Fecha 8            | Fecha 8   | Fecha 8              | Fecha 8 | Fecha 8                     | Fecha 8         | Fecha 8     | Fecha 8 | Fecha 8 | Fecha 8 | Fecha 8 |
|                         | Local              | Resultado | Visitante            |         | Estadio                     | Árbitro         | Fecha       | Hora    |         |         |         |
| ----------------------- | ------------------ | --------- | -------------------- | ------- | --------------------------- | --------------- | ----------- | ------- | ------- | ------- | ------- |
|                         | Deportes Ovalle    | 0 - 1     | Municipal Mejillones |         | Municipal de Punitaqui      | Manuel Marín    | 23 de abril | 16:00   |         |         |         |
|                         | Deportes Melipilla | 0 - 1     | Colchagua CD         |         | Roberto Bravo Santibáñez    | Felipe Jara     | 23 de abril | 17:00   |         |         |         |
|                         | Malleco Unido      | 2 - 3     | Lota Schwager        |         | Alberto Larraguibel Morales | Gustavo Ahumada | 23 de abril | 18:00   |         |         |         |
| Libre: Deportes Linares |                    |           |                      |         |                             |                 |             |         |         |         |         |

| Fecha 9              | Fecha 9              | Fecha 9   | Fecha 9            | Fecha 9 | Fecha 9                          | Fecha 9      | Fecha 9     | Fecha 9 | Fecha 9 | Fecha 9 | Fecha 9 |
|                      | Local                | Resultado | Visitante          |         | Estadio                          | Árbitro      | Fecha       | Hora    |         |         |         |
| -------------------- | -------------------- | --------- | ------------------ | ------- | -------------------------------- | ------------ | ----------- | ------- | ------- | ------- | ------- |
|                      | Colchagua CD         | 0 - 2     | Deportes Ovalle    |         | Municipal Jorge Silva Valenzuela | Héctor Arcos | 30 de abril | 12:00   |         |         |         |
|                      | Municipal Mejillones | 0 - 1     | Malleco Unido      |         | Municipal de Mejillones          | Juan Lara    | 30 de abril | 16:00   |         |         |         |
|                      | Deportes Linares     | 2 - 1     | Deportes Melipilla |         | Fiscal de Linares                | Julio Abdala | 30 de abril | 17:00   |         |         |         |
| Libre: Lota Schwager |                      |           |                    |         |                                  |              |             |         |         |         |         |

| Fecha 10                  | Fecha 10        | Fecha 10  | Fecha 10             | Fecha 10 | Fecha 10                    | Fecha 10         | Fecha 10  | Fecha 10 | Fecha 10 | Fecha 10 | Fecha 10 |
|                           | Local           | Resultado | Visitante            |          | Estadio                     | Árbitro          | Fecha     | Hora     |          |          |          |
| ------------------------- | --------------- | --------- | -------------------- | -------- | --------------------------- | ---------------- | --------- | -------- | -------- | -------- | -------- |
|                           | Lota Schwager   | 1 - 0     | Municipal Mejillones |          | Bernardino Luna             | Felipe Jara      | 7 de mayo | 16:00    |          |          |          |
|                           | Deportes Ovalle | 3 - 1     | Deportes Linares     |          | Municipal de Punitaqui      | Benjamín Saravia | 7 de mayo | 16:00    |          |          |          |
|                           | Malleco Unido   | 2 - 3     | Colchagua CD         |          | Alberto Larraguibel Morales | Marco Echeverría | 7 de mayo | 18:00    |          |          |          |
| Libre: Deportes Melipilla |                 |           |                      |          |                             |                  |           |          |          |          |          |

| Fecha 11                    | Fecha 11           | Fecha 11  | Fecha 11        | Fecha 11 | Fecha 11                         | Fecha 11          | Fecha 11   | Fecha 11 | Fecha 11 | Fecha 11 | Fecha 11 |
|                             | Local              | Resultado | Visitante       |          | Estadio                          | Árbitro           | Fecha      | Hora     |          |          |          |
| --------------------------- | ------------------ | --------- | --------------- | -------- | -------------------------------- | ----------------- | ---------- | -------- | -------- | -------- | -------- |
|                             | Deportes Melipilla | 3 - 0     | Deportes Ovalle |          | Roberto Bravo Santibáñez         | Cristián Droguett | 14 de mayo | 16:00    |          |          |          |
|                             | Deportes Linares   | 1 - 3     | Malleco Unido   |          | Fiscal de Linares                | Marcelo Sáez      | 14 de mayo | 17:00    |          |          |          |
|                             | Colchagua CD       | 1 - 2     | Lota Schwager   |          | Municipal Jorge Silva Valenzuela | Gustavo Ahumada   | 15 de mayo | 15:30    |          |          |          |
| Libre: Municipal Mejillones |                    |           |                 |          |                                  |                   |            |          |          |          |          |

| Fecha 12               | Fecha 12             | Fecha 12  | Fecha 12           | Fecha 12 | Fecha 12                    | Fecha 12     | Fecha 12   | Fecha 12 | Fecha 12 | Fecha 12 | Fecha 12 |
|                        | Local                | Resultado | Visitante          |          | Estadio                     | Árbitro      | Fecha      | Hora     |          |          |          |
| ---------------------- | -------------------- | --------- | ------------------ | -------- | --------------------------- | ------------ | ---------- | -------- | -------- | -------- | -------- |
|                        | Lota Schwager        | 6 - 1     | Deportes Linares   |          | Bernardino Luna             | Julio Abdala | 21 de mayo | 15:30    |          |          |          |
|                        | Municipal Mejillones | 0 - 0     | Colchagua CD       |          | Municipal de Mejillones     | Manuel Marín | 21 de mayo | 16:00    |          |          |          |
|                        | Malleco Unido        | 0 - 0     | Deportes Melipilla |          | Alberto Larraguibel Morales | Héctor Arcos | 21 de mayo | 18:00    |          |          |          |
| Libre: Deportes Ovalle |                      |           |                    |          |                             |              |            |          |          |          |          |

| Fecha 13            | Fecha 13           | Fecha 13  | Fecha 13             | Fecha 13 | Fecha 13                 | Fecha 13         | Fecha 13   | Fecha 13 | Fecha 13 | Fecha 13 | Fecha 13 |
|                     | Local              | Resultado | Visitante            |          | Estadio                  | Árbitro          | Fecha      | Hora     |          |          |          |
| ------------------- | ------------------ | --------- | -------------------- | -------- | ------------------------ | ---------------- | ---------- | -------- | -------- | -------- | -------- |
|                     | Deportes Ovalle    | 2 - 2     | Malleco Unido        |          | Municipal de Punitaqui   | Fabián Aracena   | 28 de mayo | 15:00    |          |          |          |
|                     | Deportes Melipilla | 0 - 1     | Lota Schwager        |          | Roberto Bravo Santibáñez | Jonathan Silva   | 28 de mayo | 15:30    |          |          |          |
|                     | Deportes Linares   | 2 - 2     | Municipal Mejillones |          | Fiscal de Linares        | Benjamín Saravia | 29 de mayo | 16:00    |          |          |          |
| Libre: Colchagua CD |                    |           |                      |          |                          |                  |            |          |          |          |          |

| Fecha 14             | Fecha 14             | Fecha 14  | Fecha 14           | Fecha 14 | Fecha 14                         | Fecha 14          | Fecha 14   | Fecha 14 | Fecha 14 | Fecha 14 | Fecha 14 |
|                      | Local                | Resultado | Visitante          |          | Estadio                          | Árbitro           | Fecha      | Hora     |          |          |          |
| -------------------- | -------------------- | --------- | ------------------ | -------- | -------------------------------- | ----------------- | ---------- | -------- | -------- | -------- | -------- |
|                      | Lota Schwager        | 3 - 1     | Deportes Ovalle    |          | Bernardino Luna                  | Manuel Marín      | 4 de junio | 15:30    |          |          |          |
|                      | Municipal Mejillones | 2 - 1     | Deportes Melipilla |          | Municipal de Mejillones          | Julio Abdala      | 4 de junio | 15:30    |          |          |          |
|                      | Colchagua CD         | 5 - 0     | Deportes Linares   |          | Municipal Jorge Silva Valenzuela | Cristián Droguett | 4 de junio | 15:30    |          |          |          |
| Libre: Malleco Unido |                      |           |                    |          |                                  |                   |            |          |          |          |          |

## Cuadro final
Actualizado el 8 de mayo de 2016
|                                       |
| Campeón                               |
|                                       |
| Deportes Valdivia                     |
| 1° Título                             |
| Asciende a la Primera División B 2016 |
|                                       |

|                                        |                                        |                                        |
| Deportes Ovalle                        | Municipal Mejillones                   | Deportes Linares                       |
| Descendido. Es desafiliado de la ANFP. | Descendido. Es desafiliado de la ANFP. | Descendido. Es desafiliado de la ANFP. |
|                                        |                                        |                                        |

## Estadísticas

### Goleadores
Actualizado el 7 de mayo de 2016.

Simbología:

: Goles anotados.

| Jugador              | Equipo               | Goles anotados |
| -------------------- | -------------------- | -------------- |
| Jorge Guajardo       | Deportes Valdivia    | 16             |
| Diego Cuellar        | Deportes Ovalle      | 14             |
| Iván Herrera         | Naval                | 13             |
| Daniel Malhue        | Trasandino           | 13             |
| Christopher Ojeda    | Deportes Pintana     | 12             |
| Esteban Giorgetti    | Deportes Melipilla   | 11             |
| Eduardo Vilches      | Naval                | 11             |
| Ignacio Troncoso     | Deportes Pintana     | 9              |
| Juan Carlos Gaete    | Deportes Santa Cruz  | 9              |
| Bernardo Correa      | Deportes Valdivia    | 9              |
| José Torres          | Deportes Valdivia    | 9              |
| Emerson Jorquera     | Municipal Mejillones | 9              |
| Diego Inostroza      | Deportes Pintana     | 8              |
| Francisco Lara       | Deportes Santa Cruz  | 8              |
| Christian Bustamante | Malleco Unido        | 8              |
| Leonel López         | Malleco Unido        | 8              |
| Lucas Triviño        | San Antonio Unido    | 8              |
| Daniel González      | Trasandino           | 8              |
| Alex Díaz            | Colchagua            | 7              |
| Jesús Silva          | Deportes Pintana     | 7              |
| Alejandro Acosta     | Deportes Linares     | 7              |
| Dinko Araya          | Municipal Mejillones | 7              |
| Jonathan Almendra    | Naval                | 7              |

|  | Máximo Goleador de la Segunda División Profesional 2015-2016. |
|  | No siguen en la competencia.                                  |

### Autogoles
| Jugador            | Equipo               | Goles anotados |
| ------------------ | -------------------- | -------------- |
| Brian Schuster     | Colchagua            | 1              |
| Jaime Jerez        | Deportes Pintana     | 1              |
| Giovanni Domínguez | Deportes Linares     | 1              |
| Jesús Pino         | Deportes Santa Cruz  | 1              |
| Sebastián Pizarro  | Municipal Mejillones | 1              |

## Minutos jugados por juveniles
- El reglamento del Campeonato Nacional Segunda División Profesional Temporada 2015-2016, señala en su artículo 34 inciso 3, que “en todos los partidos del campeonato, deberán incluir en la planilla de juego, a lo menos dos jugadores chilenos nacidos a partir del 01 de julio de 1995”. Está obligación, también se extiende a la Copa Chile y a los torneos de la Primera División y de la Primera B.

- En la sumatoria de todos los partidos del campeonato nacional, separado la primera y segunda rueda y las Liguillas de Ascenso y Descenso, cada club deberá hacer jugar a lo menos, el equivalente al cincuenta por ciento (50%), de los minutos que dispute el club en el respectivo campeonato, sean estos de fase regular o postemporada a jugadores chilenos, nacidos a partir del 1 de julio de 1995. Para los efectos de la sumatoria, el límite a contabilizar por partido será de 90 minutos, según lo que consigne el árbitro en su planilla de juego”, apunta el reglamento. O sea, durante 675 minutos del certamen, los DT deberán tener en cancha a un juvenil.

- Los equipos que no cumplan con esta normativa, sufrirán la pérdida de tres puntos, más una multa de quinientas unidades de fomento (500UF), las cuales se descontarán tanto de la tabla de la fase regular de cada rueda, como en la tabla general acumulada.

Simbología:

| Colchagua                               | 1620 | 1481 | 139  | 91,4%  |
| Deportes Pintana                        | 1530 | 1447 | 83   | 94,6%  |
| Deportes Linares                        | 1620 | 1917 | 0    | 118,3% |
| Deportes Melipilla                      | 1620 | 1299 | 321  | 80,2%  |
| Deportes Ovalle                         | 1620 | 2508 | 0    | 154,8% |
| Deportes Santa Cruz                     | 1530 | 2608 | 0    | 170,5% |
| Deportes Valdivia                       | 1530 | 1669 | 0    | 109,1% |
| Lota Schwager                           | 1620 | 1365 | 255  | 84,3%  |
| Malleco Unido                           | 1620 | 1353 | 267  | 83,5%  |
| Municipal Mejillones                    | 1620 | 1572 | 48   | 97,0%  |
| Naval                                   | 1530 | 1447 | 83   | 94,6%  |
| San Antonio Unido                       | 1620 | 437  | 1093 | 28,6%  |
| Trasandino                              | 1530 | 1557 | 0    | 101,8% |
| Última actualización: 3 de mayo de 2016 |      |      |      |        |

     Minutos cumplidos.

     Minutos no cumplidos. Incurre en la pérdida de 3 puntos, más una multa de 500 UF.

## Asistencia en los estadios

### 20 partidos con mejor asistencia
Fecha de Actualización: 2 de mayo de 2016
| Fecha            | Estadio                     | Ciudad       | Local               | Visita              | Público |
| ---------------- | --------------------------- | ------------ | ------------------- | ------------------- | ------- |
| Liguilla ascenso | Joaquín Muñoz García        | Santa Cruz   | Deportes Santa Cruz | Deportes Valdivia   | 3.472   |
| Liguilla ascenso | Joaquín Muñoz García        | Santa Cruz   | Deportes Santa Cruz | Deportes Pintana    | 3.112   |
| 9                | Joaquín Muñoz García        | Santa Cruz   | Deportes Santa Cruz | Colchagua           | 2.944   |
| 3                | Joaquín Muñoz García        | Santa Cruz   | Deportes Santa Cruz | Naval               | 2.205   |
| 7                | Joaquín Muñoz García        | Santa Cruz   | Deportes Santa Cruz | Lota Schwager       | 2.178   |
| 5                | Joaquín Muñoz García        | Santa Cruz   | Deportes Santa Cruz | Deportes La Pintana | 1.922   |
| Liguila ascenso  | Parque Municipal            | Valdivia     | Deportes Valdivia   | Naval               | 1.915   |
| 13               | El Morro                    | Talcahuano   | Naval               | Deportes Melipilla  | 1.890   |
| 19               | El Morro                    | Talcahuano   | Naval               | Deportes La Pintana | 1.868   |
| 16               | El Morro                    | Talcahuano   | Naval               | Deportes Santa Cruz | 1.680   |
| 14               | El Morro                    | Talcahuano   | Naval               | Malleco Unido       | 1.640   |
| 21               | El Morro                    | Talcahuano   | Naval               | Lota Schwager       | 1.355   |
| 11               | Joaquín Muñoz García        | Santa Cruz   | Deportes Santa Cruz | Trasandino          | 1.330   |
| 6                | Félix Gallardo              | Valdivia     | Deportes Valdivia   | Deportes Santa Cruz | 1.288   |
| 1                | Jorge Silva Valenzuela      | San Fernando | Colchagua           | Lota Schwager       | 1.240   |
| 22               | Parque Municipal            | Valdivia     | Deportes Valdivia   | Deportes La Pintana | 1.211   |
| 2                | Félix Gallardo              | Valdivia     | Deportes Valdivia   | Trasandino          | 1.195   |
| 1                | Alberto Larraguibel Morales | Angol        | Malleco Unido       | Naval               | 1.180   |
| 20               | Parque Municipal            | Valdivia     | Deportes Valdivia   | Naval               | 1.123   |
| 23               | Joaquín Muñoz García        | Santa Cruz   | Deportes Santa Cruz | Deportes Ovalle     | 1.112   |